# US Open de 1983
O US Open de 1983 foi um torneio de tênis disputado nas quadras duras do USTA Billie Jean King National Tennis Center, no Flushing Meadows-Corona Park, no distrito do Queens, em Nova York, nos Estados Unidos, entre 30 de agosto a 11 de setembro. Corresponde à 16ª edição da era aberta e à 103ª de todos os tempos.

## Finais

### Profissional
| Categoria | Evento    | Campeã(s)(o/ões)                        | Vice-campeã(s)(o/ões)           | Resultado          | Chave(s)  | Chave(s)       |
| --------- | --------- | --------------------------------------- | ------------------------------- | ------------------ | --------- | -------------- |
| Simples   | Masculino | Jimmy Connors                           | Ivan Lendl                      | 6–3, 6–7, 7–5, 6–0 | principal | qualificatório |
| Simples   | Feminino  | Martina Navrátilová                     | Chris Evert                     | 6–1, 6–3           | principal | qualificatório |
| Duplas    | Masculino | Peter Fleming John McEnroe              | Fritz Buehning Van Winitsky     | 6–3, 6–4, 6–2      | principal | principal      |
| Duplas    | Feminino  | Martina Navrátilová Pam Shriver         | Rosalyn Fairbank Candy Reynolds | 6–7, 6–1, 6–3      | principal | principal      |
| Duplas    | Misto     | Elizabeth Sayers Smylie John Fitzgerald | Barbara Potter Ferdi Taygan     | 3–6, 6–3, 6–4      | principal | principal      |

### Juvenil
| Categoria | Evento    | Campeã(s)(o/ões)               | Vice-campeã(s)(o/ões)         | Resultado | Chave(s)  | Chave(s)       |
| --------- | --------- | ------------------------------ | ----------------------------- | --------- | --------- | -------------- |
| Simples   | Masculino | Stefan Edberg                  | Simon Youl                    | 6–2, 6–4  | principal | qualificatório |
| Simples   | Feminino  | Elizabeth Minter               | Marianne Werdel               | 6–3, 7–5  | principal | qualificatório |
| Duplas    | Masculino | Mark Kratzmann Simon Youl      | Patrick McEnroe Brad Pearce   | 6–1, 7–6  | principal | principal      |
| Duplas    | Feminino  | Ann Hulbert Bernadette Randall | Natasha Reva Larisa Savchenko | 6–4, 6–2  | principal | principal      |